# Szoltánije
Szoltánije (más nyelveken Soltaniyeh (ejtsd Szoltanijeh) vagy Saeidiyeh és perzsául: سلطانيه ) település Iránban, Zandzsán tartományban.
2005-től az UNESCO világörökség része. Fő vonzerejét Szoltánije romjai a 14. századból származó Ilkán Birodalmat vezető mongol Öldzsejtü kánról elnevezett mauzóleum és a kán másik ismert névéről Muhammad Khodabandeh (perzsa اولجايتو), vagy a városról elnevezett dóm jelenti.

## Fekvése
Teherántól 240 km-re északnyugatra fekvő település.

## Története
Szoltánije a 14. században fontos szerepet játszott, olyannyira, hogy Öldzsejtü mongol szultán fővárosává tette meg.
Ő eredetileg az első imámnak, Alinak és fiának, Husszeinnek földi maradványait akarta itt elhelyezni, de nem sikerült a hamvaikat megszereznie. 1316-ban bekövetkezett halála után utódai őt magát temették el itt.
A dóm kupolája a legrégibb dupla héjú kupola a világon. 200 tonnára becsült súlya és 54 méteres magassága is az épület monumentális méreteit jelzi. Mozaikdíszítménye kék, fehér és fekete színű, tipikusan mongolnak tartott.
Jelentőségét csak a 16. században, a Timuridák után vesztette el. Szoltánije régi fényére a mongol és a perzsa építészet eredményeit ötvöző Öldzsejtü mauzóleumot látva következtethetünk.
A Szoltánije dóm felépítése kövezte ki az utat a merészebb iráni stílusú kupolás építményekhez a muzulmán világban, mint például a Koja Ahmed Jasavi Mauzóleum és a Tádzs Mahal.
Az idők során sok külső dekorációja elveszett, de a belsejében lévő mozaikok, fajansz és a falfestmények megmaradtak régi szépségükben.
A Szoltánije dóm jelenleg (2011) felújítás alatt áll.

## Képgaléria

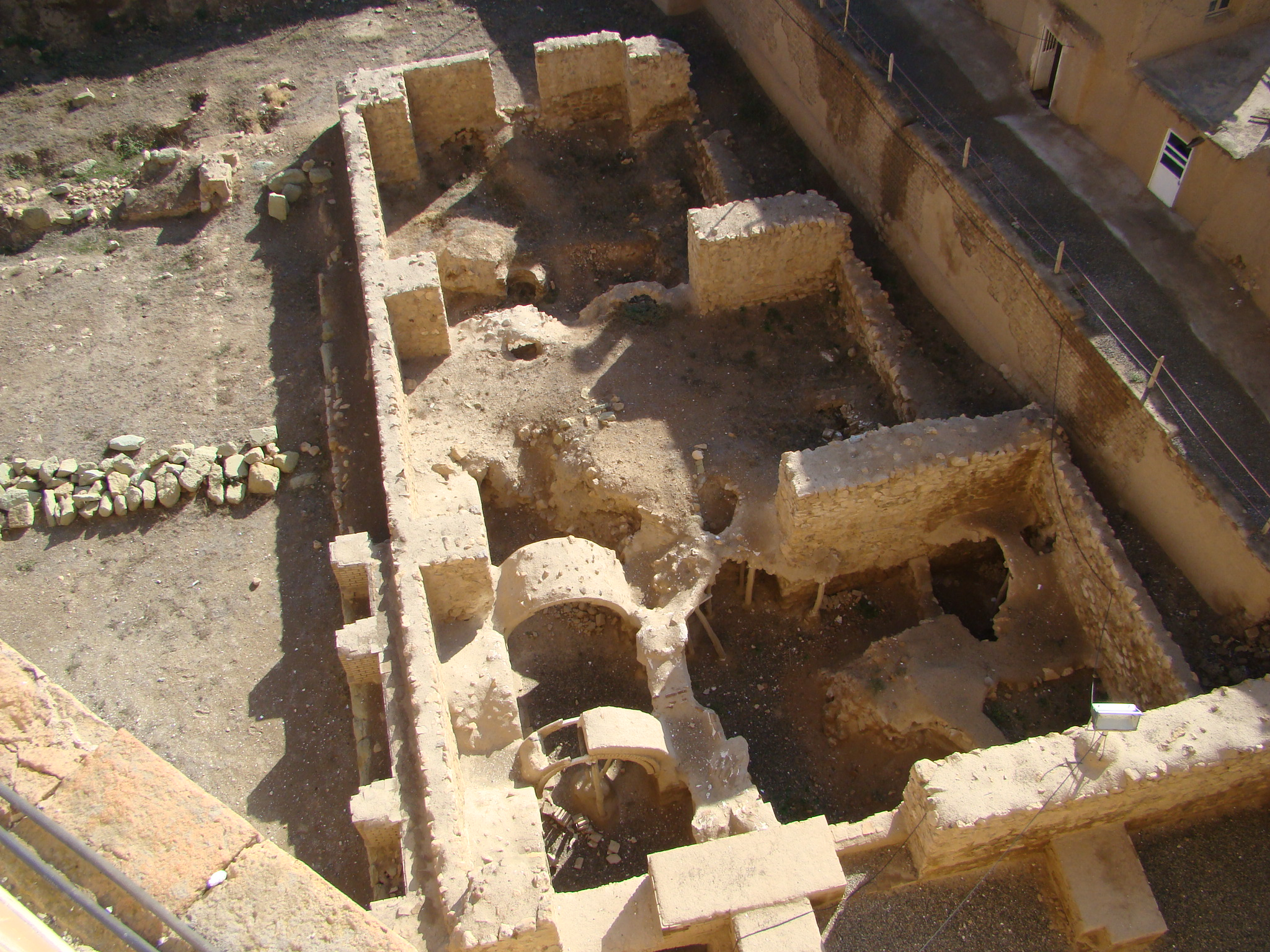
Felülnézet
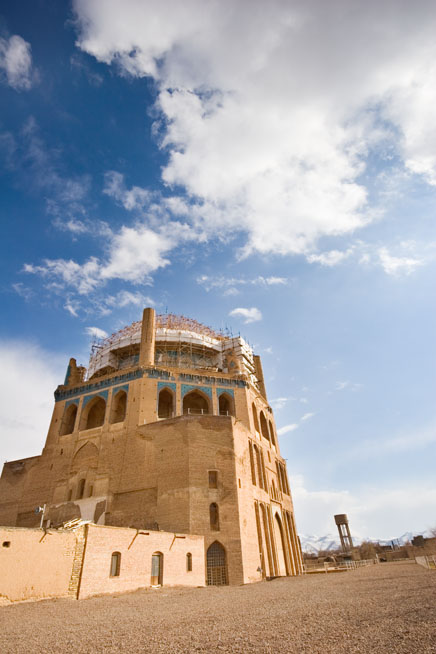
A dóm
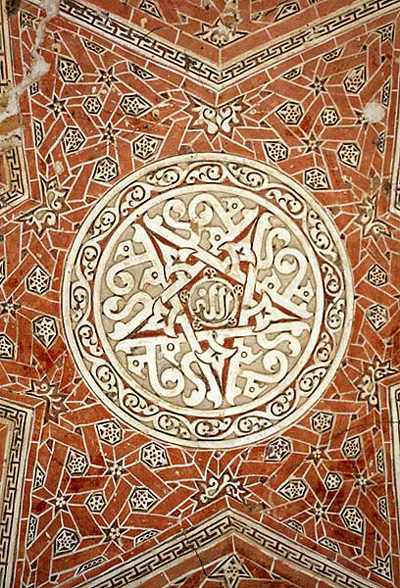
Belső mozaikdíszítése
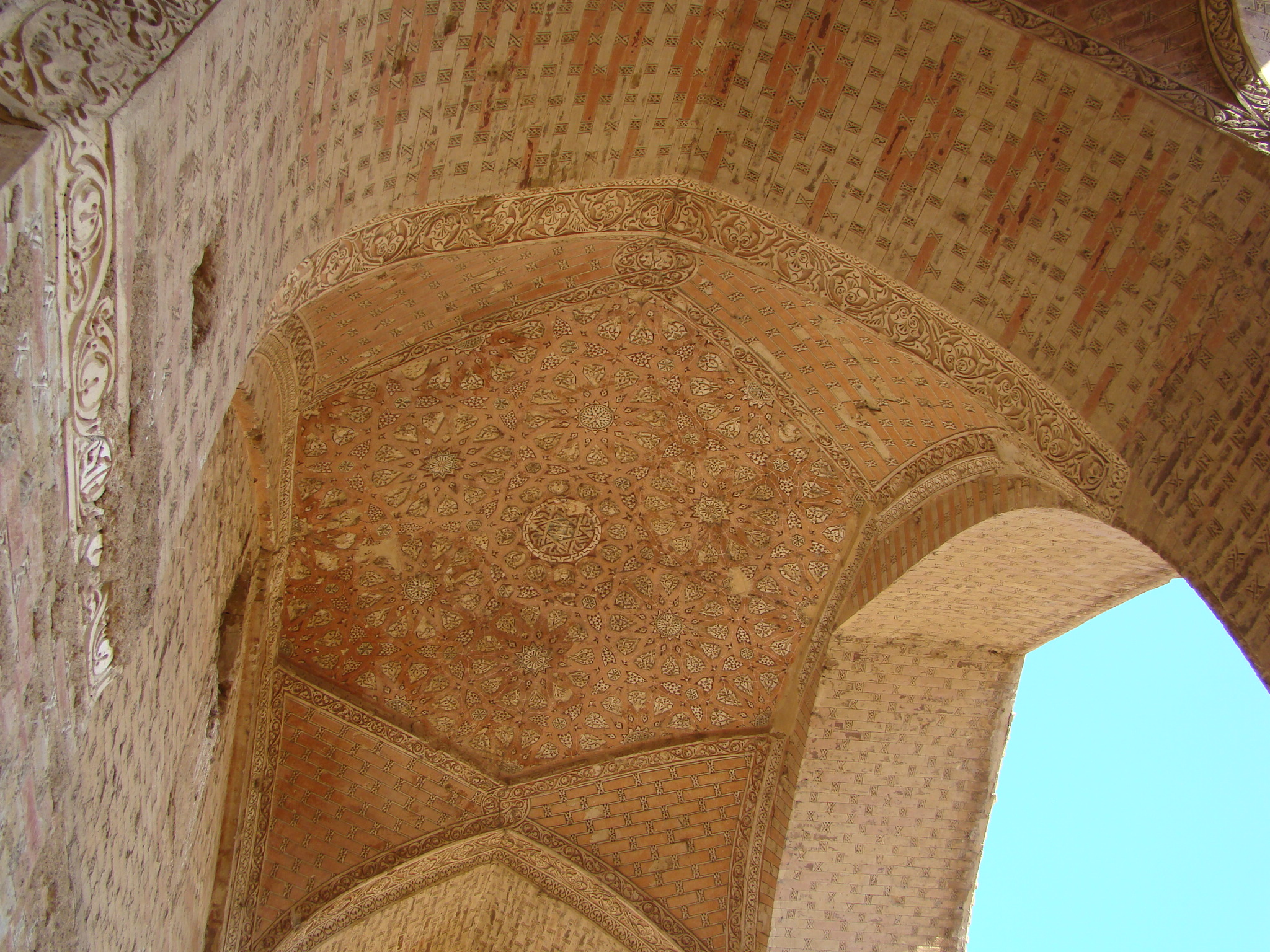
Boltíve

## Fordítás
- Ez a szócikk részben vagy egészben  a   Soltaniyeh című angol Wikipédia-szócikk ezen változatának fordításán alapul.  Az eredeti cikk szerkesztőit annak laptörténete sorolja fel. Ez a jelzés csupán a megfogalmazás eredetét és a szerzői jogokat jelzi, nem szolgál a cikkben szereplő információk forrásmegjelöléseként.